# Filmes de 1942 da RKO Pictures

## A RKO em 1942

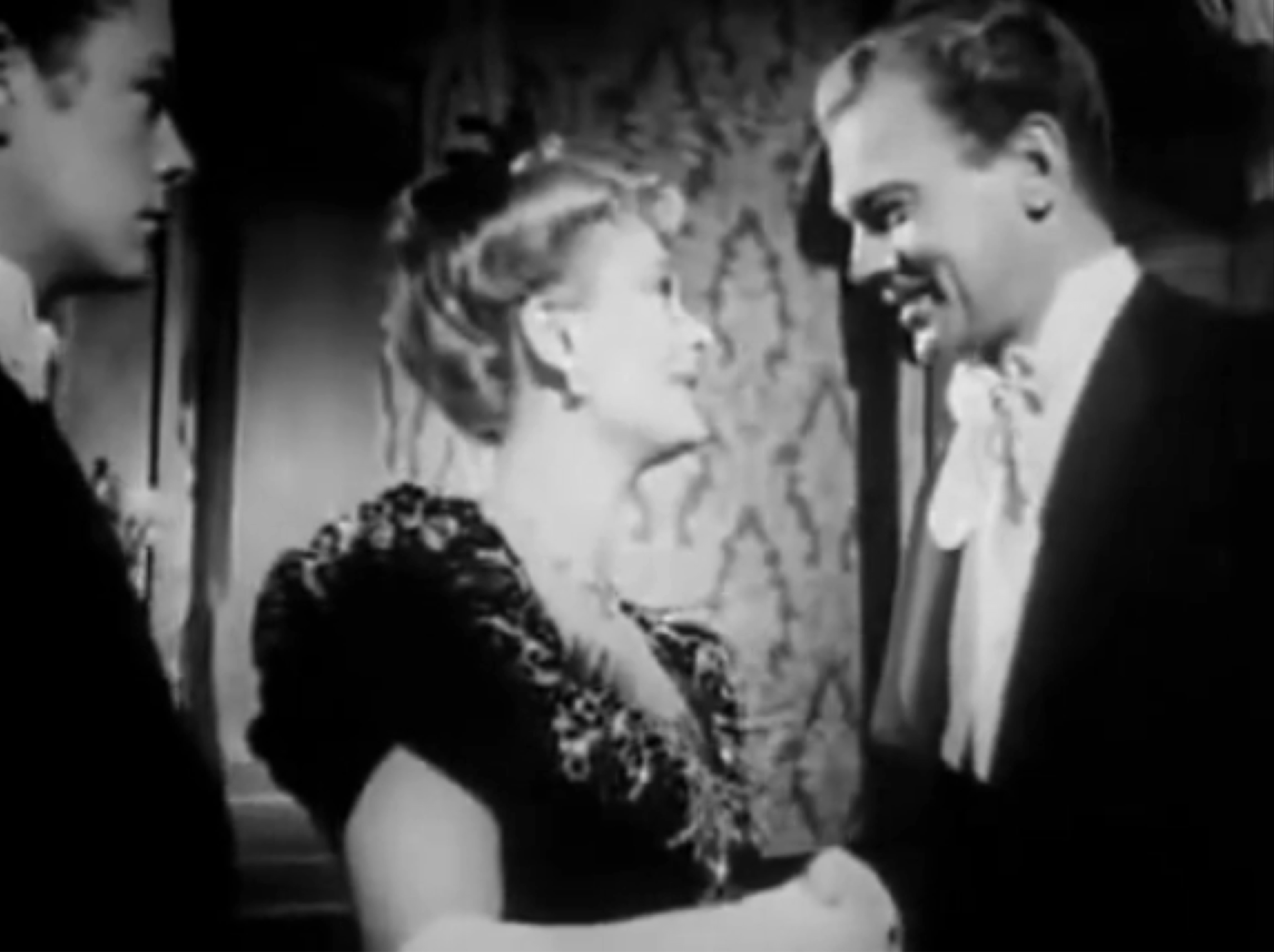
Cena do trailer de The Magnificent Ambersons, de Orson Welles. Reações negativas da plateia nas exibições iniciais levaram ao corte de 40 minutos na projeção e à filmagem de um novo final, tudo à revelia do diretor. Ainda assim, a fita rendeu somente menos da metade do que custou.

O ano começou mal para a RKO. O negócio de venda de filmes, implementado em 1941 pelo presidente George J. Schaefer, perdia dinheiro constantemente, levando a companhia às portas da falência. Schaefer demitiu-se em junho e foi sucedido por N. Peter Rathvon, mas o grande responsável pelo rápido soerguimento da empresa foi Charles Koerner, que substituiu Joseph Breen na chefia de produção ainda em março. Na era Koerner, experiente distribuidor e exibidor que sabia o que o público queria ver, os filmes da RKO prosperaram como nunca antes ou depois.
Todavia, o estúdio nunca foi um modelo de gestão, e assim a dança das cadeiras continuou. O gerente Sid Rogell foi despedido por Schaefer --- e recontratado por Koerner. Sol Lesser e J. R. McDonough, responsáveis pelos filmes classe A e classe B, respectivamente, foram substituídos por Joe Nolan e Lou Ostrow. Tiveram que sair ainda vários produtores, entre eles Gabriel Pascal e Jed Harris, que não chegaram a entregar nenhuma película. Em decisões polêmicas, Koerner também demitiu todo o Mercury Theater, a companhia de Orson Welles, e interrompeu um documentário de Pare Lorentz no meio das filmagens. Entretanto, no lado positivo, ele conseguiu os préstimos de Val Lewton, contratado para produzir filmes de terror baratos.
A RKO lançou 39 filmes em 1942. Seven Days' Leave e The Navy Comes Through foram os mais lucrativos, atrás apenas de The Pride of the Yankees, da companhia de Samuel Goldwyn, e Bambi, da Disney, distribuídos com perdas pelo estúdio. The Pride of the Yankees recebeu 11 indicações ao Oscar, mas venceu somente na categoria de Melhor Edição. Diversos outros filmes foram indicados, inclusive The Magnificent Ambersons, de Orson Welles, porém o único a receber uma estatueta foi Der Fuehrer's Face, também da Disney, premiado como Melhor Curta-Metragem de Animação.
Pelo final do ano, a crise era coisa do passado. Os filmes da era Koerner já começavam a dar lucro e a excelente arrecadação das casas exibidoras assegurou um balanço positivo de $736.241 para a corporação como um todo, ainda que o braço de produção de filmes anunciasse um prejuízo de $2.340.617.

## Prêmios Oscar
Foi a 15.ª cerimônia, com os filmes exibidos em Los Angeles no ano de 1942
| Filme                     | Indicações | Premiações                        |
| ------------------------- | --- | --------------------------------- |
| Bambi                     | Melhor Trilha Sonora Melhor Canção Original Melhor Mixagem de Som | ---                               |
| Der Fuehrer's Face        | Melhor Curta-Metragem de Animação | Melhor Curta-Metragem de Animação |
| Joan of Paris             | Melhor Trilha Sonora | ---                               |
| The Magnificent Ambersons | Melhor Filme Melhor Atriz Coadjuvante (Agnes Moorehead) Melhor Fotografia (Preto e Branco) Melhor Direção de Arte | ---                               |
| The Mayor of 44th Street  | Melhor Canção Original | ---                               |
| The Navy Comes Through    | Melhores Efeitos Especiais | ---                               |
| The Pride of the Yankees  | Melhor Filme Melhor Ator (Gary Cooper) Melhor Atriz (Teresa Wright) Melhor História Original Melhor Roteiro Adaptado Melhor Fotografia (Preto e Branco) Melhor Edição Melhor Direção de Arte Melhor Trilha Sonora Melhores Efeitos Especiais Melhor Mixagem de Som | Melhor Edição                     |

### Prêmios Especiais ou Técnicos
- Carroll Clark, F. Thomas Thompson e Departamentos de Arte e Miniatura da RKO: Prêmio Científico ou Técnico (Classe II - Placa), "pelo projeto e construção de uma máquina de nuvens e horizontes móveis."[1][3]

## Os filmes do ano
| Título original               | Título PT/BR                   | Título PT/PT               | Astros                          | Diretor                      |
| ----------------------------- | ------------------------------ | -------------------------- | ------------------------------- | ---------------------------- |
| Army Surgeon                  |                                | Vidas Paralelas            | James Ellison, Jane Wyatt       | A. Edward Sutherland         |
| Bambi                         | Bambi                          | Bambi                      | Animação                        | James Algar                  |
| Bandit Ranger                 | Falso Delegado                 | Punhos de Ferro            | Tim Holt, Cliff Edwards         | Lesley Selander              |
| The Bashful Bachelor          |                                |                            | Chester Lauck, Norris Goff      | Malcolm St. Clair            |
| The Big Street                | Rua das Ilusões                | Um Caso de Amor            | Henry Fonda, Lucille Ball       | Irving Reis                  |
| Call Out the Marines          |                                | Titans da Marinha          | Victor McLaglen, Edmund Lowe    | William Hamilton, Frank Ryan |
| Come On Danger                | Afrontando o Perigo            |                            | Tim Holt, Frances E. Neal       | Edward Killy                 |
| A Date with the Falcon        | Um Encontro com o Falcão       | Falcão, O Terror dos Mares | George Sanders, Wendy Barrie    | Irving Reis                  |
| The Falcon Takes Over         | Nas Garras do Falcão           | Falcão Detective           | George Sanders, Lynn Bari       | Irving Reis                  |
| The Falcon's Brother          | O Irmão do Falcão              | O Irmão Vingador           | George Sanders, Tom Conway      | Stanley Logan                |
| Fantasia                      | Fantasia                       |                            | Animação                        | Samuel Armstrong et alli     |
| Four Jacks and a Jill         |                                |                            | Ray Bolger, Anne Shirley        | Jack Hively                  |
| Here We Go Again              |                                |                            | Edgar Bergen, Charlie McCarthy  | Allan Dwan                   |
| Highways by Night             |                                | Noites de Aventura         | Richard Carlson, Jane Randolph  | Peter Godfrey                |
| Joan of Paris                 | E as Luzes Brilharão Outra Vez | Joana de Paris             | Michèle Morgan, Paul Henreid    | Robert Stevenson             |
| Land of the Open Range        | Paraíso dos Bandoleiros        |                            | Tim Holt, Ray Whitley           | Edward Killy                 |
| The Magnificent Ambersons     | Soberba                        | O Quarto Mandamento        | Joseph Cotten, Dolores Costello | Orson Welles                 |
| The Mayor of the 44th Street  | O Prefeito da Rua 44           | A Rua 44                   | George Murphy, Anne Shirley     | Alfred E. Green              |
| Mexican Spitfire at Sea       | Forrobodó em Alto Mar          |                            | Lupe Velez, Leon Errol          | Leslie Goodwins              |
| Mexican Spitfire Sees a Ghost | Aquele Careca Voltou           | O Palácio dos Fantasmas    | Lupe Velez, Leon Errol          | Leslie Goodwins              |
| Mexican Spitfire's Elephant   | O Elefante de Carmelita        | Carmen, A Tirana           | Lupe Velez, Leon Errol          | Leslie Goodwins              |
| My Favorite Spy               | Minha Espiã Favorita           | O Rei dos Detectives       | Kay Kyser, Ellen Drew           | Tay Garnett                  |
| The Navy Comes Through        | A Marinha Está Chegando        | Submarinos à Vista         | Pat O'Brien, George Murphy      | A. Edward Sutherland         |
| Obliging Your Lady            |                                |                            | Joan Carroll, Edmond O'Brien    | Richard Wallace              |
| Once Upon a Honeymoon         | Era Uma Vez Uma Lua-de-Mel     | Lua Sem Mel                | Cary Grant, Ginger Rogers       | Leo McCarey                  |
| The Pirates of the Prairie    | Piratas dos Prados             | Piratas das Montanhas      | Tim Holt, Cliff Edwards         | Howard Bretherton            |
| Powder Town                   |                                | A Cidade do Poder          | Victor McLaglen, Edmond O'Brien | Rowland V. Lee               |
| The Pride of the Yankees      | Ídolo, Amante e Herói          | O Ídolo                    | Gary Cooper, Teresa Wright      | Sam Wood                     |
| Riding the Wind               | Galopando ao Vento             |                            | Tim Holt, Ray Whitley           | Edward Killy                 |
| Scattergood Rides High        | O Filósofo da Roça             |                            | Guy Kibbee, Jed Prouty          | Christy Cabanne              |
| Scattergood Survives a Murder | O Mistério da Gata Preta       | Herança Misteriosa         | Guy Kibbee, John Archer         | Christy Cabanne              |
| Seven Days' Leave             | Sete Dias de Licença           | Milionário em Sete Dias    | Victor Mature, Lucille Ball     | Tim Whelan                   |
| Sing Your Worries Away        |                                |                            | Bert Lahr, June Havoc           | A. Edward Sutherland         |
| Suicide Squadron              | Luar Perigoso                  | Aquela Noite em Varsóvia   | Anton Walbrook, Sally Gray      | Brian Desmond Hurst          |
| Syncopation                   | Cavalgada de Melodias          | A Cavalgada do Ritmo       | Adolphe Menjou, Jackie Cooper   | William Dieterle             |
| Thundering Hoofs              | Cascos Trovejantes             | Demônios a Cavalo          | Tim Holt, Ray Whitley           | Lesley Selander              |
| The Tuttles of Tahiti         | A Vida Assim É Melhor          | Náufragos de Tahiti        | Charles Laughton, John Hall     | Charles Vidor                |
| Valley of the Sun             | Vale do Sol                    | O Vale do Sol              | Lucille Ball, James Craig       | George Marshall              |
| Wings and the Woman           |                                | Asas de Glória             | Anna Neagle, Robert Newton      | Herbert Wilcox               |